# Almenar
Almenar és una vila i cap del municipi del mateix nom a la comarca del Segrià. Està format pel nucli d'Almenar i La Bassa Nova, un annex que limita amb la Llitera.
El 2019 l'alcaldessa és Teresa Malla Aige.
| Entitat de població | Habitants (2023) |
| Almenar             | 3.356            |
| la Bassa Nova       | 23               |
| Font: Idescat       |                  |

## Etimologia
El terme Almenar ja apareix en documents al segle xi. Prové de l'àrab al-menar, "talaia per a fer alimares, fogueres".

## Geografia
- Llista de topònims d'Almenar (Orografia: muntanyes, serres, collades, indrets..; hidrografia: rius, fonts...; edificis: cases, masies, esglésies, etc).

## Història
El novembre de 1642, durant la guerra dels Segadors fou escenari del setge d'Almenar, en la que les tropes castellanes de Jacinto Loris van ser contingudes pel capità Jaume d'Algerri i 100 arcabussers, fins a l'arribada de les tropes de Philippe de La Mothe-Houdancourt, que van fer fugir als assetjants.

### Batalla d'Almenar de 1710

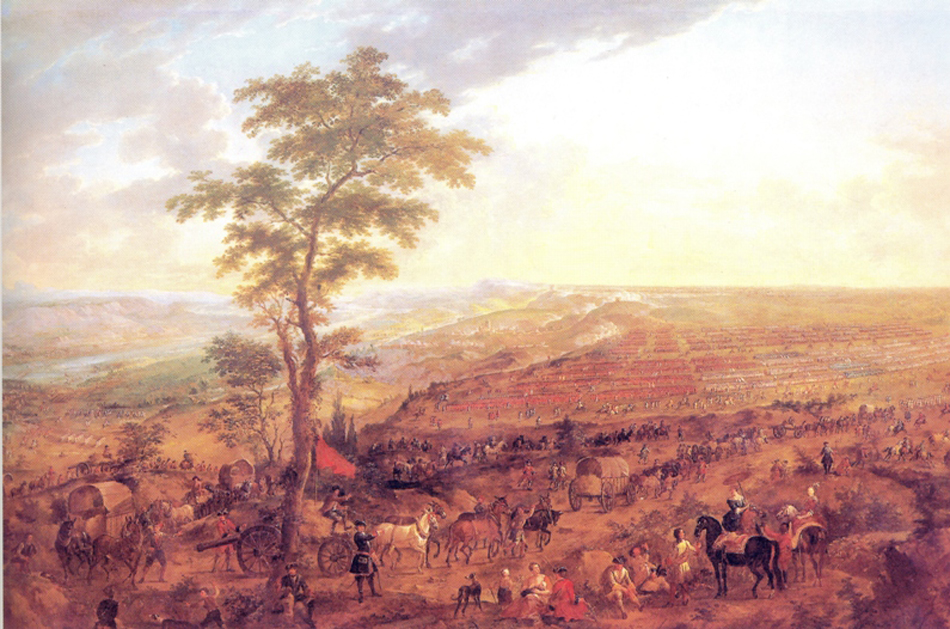
Batalla d'Almenar (27 de juliol de 1710)

El 27 de juliol de 1710, durant la Guerra de Successió Espanyola, fou escenari de la batalla d'Almenar. Just després de l'intent de setge dels borbons a Balaguer i aprofitant la seva retirada cap a Lleida, les tropes austriacistes de Guido Starhemberg i James Stanhope, van anticipar-se al pas de les tropes de Felip V, ocupant la població d'Almenar i derrotant les tropes espanyoles de Francisco Castillo Fajardo, el marquès de Villadarias. Els dos pretendents a la Corona, Felip V i Carles III, també foren presents a la batalla.
Els regiments de cavalleria anglesa liderats per James Stanhope van protagonitzar el xoc, amb un atac molt agressiu sobre l'ala esquerra de l'exèrcit francoespanyol. El pànic es va apoderar de les tropes borbòniques i molts soldats van fugir en desbandada. El resultat va ser del tot favorable a Carles III. En total, l'exèrcit borbònic va comptabilitzar 1.500 baixes i només la foscor de la nit va evitar que la pèrdua fos major.
A partir d'aquesta acció els aliats van recuperar, de manera puntual, el regne d'Aragó. Alhora, van poder materialitzar la segona ocupació de Madrid ocorreguda el 21 de setembre de 1710.
Durant la guerra civil espanyola (1936-1939) i, sobretot, a partir de la derrota republicana a la batalla de l'Ebre, es va obrir el pas cap a l'ocupació de Catalunya per part de les tropes encapçalades per Francisco Franco. Catalunya es va veure castigada amb l'abolició de l'Estatut d'Autonomia i els seus projectes, que no es restablirien fins a la mort del dictador Francisco Franco.
Aquest conflicte bèl·lic va significar un augment de la repressió econòmica, política i social, esdevenint així la causa de la fugida dels ciutadans a causa de la por de patir els efectes bèl·lics, tant polítics com de caràcter econòmic. A més, el malson no s'acabava aquí, molts dels exiliats van acabar en camps de concentració nazis i la majoria no va tornar. En el cas de Lleida, dels 313 lleidatans als que va afectar, en van morir 169, 8 dels quals eren d'Almenar.

## Demografia
| 1497 f | 1515 f | 1553 f | 1717 | 1787  | 1857  | 1877  | 1887  | 1900  | 1910  |
| ------ | ------ | ------ | ---- | ----- | ----- | ----- | ----- | ----- | ----- |
| 95     | 123    | 137    | 292  | 1.264 | 2.360 | 2.202 | 2.045 | 2.260 | 2.531 |

| 1920  | 1930  | 1940  | 1950  | 1960  | 1970  | 1981  | 1990  | 1992  | 1994  |
| ----- | ----- | ----- | ----- | ----- | ----- | ----- | ----- | ----- | ----- |
| 2.746 | 2.780 | 2.827 | 2.883 | 3.346 | 3.784 | 3.617 | 3.598 | 3.591 | 3.591 |

| 1996  | 1998  | 2000  | 2002  | 2004  | 2006  | 2008  | 2010  | 2012  | 2014  |
| ----- | ----- | ----- | ----- | ----- | ----- | ----- | ----- | ----- | ----- |
| 3.439 | 3.443 | 3.441 | 3.488 | 3.515 | 3.576 | 3.665 | 3.631 | 3.653 | 3.547 |

| 2016  | 2018  | 2020  | 2022  | 2024  | 2026 | 2028 | 2030 | 2032 | 2034 |
| ----- | ----- | ----- | ----- | ----- | ---- | ---- | ---- | ---- | ---- |
| 3.502 | 3.453 | 3.357 | 3.401 | 3.338 | -    | -    | -    | -    | -    |

## Educació
Desconeixem en quin moment va començar a funcionar una escola ni d'on va sorgir la idea, però podem pensar, donat que és molt corrent en altres llocs, que va començar en el sí de l'Església i a l'Edat Mitjana.
Sembla que el primer mestre al poble fou Martí de Regil, any 1630. En una disposició del rei Felip IV de l'any 1642, es dicten normes sobre horaris i textos de lectura per a les escoles. Aquesta és la primera intervenció directa de l'Estat a les escoles primàries que trobem.
La primera escola pública de la que es coneix data és de nenes que existeix des de (1853) no s'ha trobat data de la de nens, uns anys més tard (1886) començà a funcionar el parvulari.
L'any 1889 es nomenà el senyor Salvio Massot Boix, i va exercir el magisteri a la nostra vila 42 anys sense interrupció fins al 1931, en què va morir. Els nens arribaven a l'escola amb sis anys, quan sortien del parvulari, i hi romanien fins als dotze. L'horari era de 9 a 12 al matí i de 3 a 5 de la tarda. El 1931 es nomenà el Sr. Pere Garcia Lamolla, qui va aportar una profunda innovació en el àmbit escolar. El setembre de 1933 va venir el senyor Gil Viader i Armengol i va exercir al municipi fins al 1959.
Les nenes estaven en situació semblant a la dels seus companys. Una sola mestra tenia cura de totes les que sortien del parvulari. Durant molts anys aquesta classe fou regentada per la Sra. Antònia Nart i Castanera. Tenim dades de que la seva jubilació fou cap al 1915. En jubilar-se, la senyora Mariner va ser la successora i amb ella van arribar avenços en el camp de l'ensenyament públic com arreu de Catalunya. L'any 1927 es nomenà la senyora Clemència Berdiell i Martínez filla d'Almenar i on es jubilà l'any 1959.
Les classes de pàrvuls es feien al carrer Solà, acollien infants de tres a sis anys. Quant a les mestres la primera que coneixem és Júlia Solé, al 1902. Aquesta era la situació de l'escola pública a Almenar fins al 1934, any en què es va fer graduada, amb la consegüent ampliació i canvi de funcionament.
L'edifici, de l'Escola d'Almenar, inicialment coneguda com a Escoles Graduades d'Almenar va ser inaugurat entre finals de l'any 1935 i principis de 1936. Va néixer de l'interès de la Segona República Espanyola d'aconseguir l'ensenyament públic universal. La façana del centre conserva un escut de la vila d'Almenar en pedra.

## Llocs d'interès
- Biblioteca Ramon Berenguer IV
- Patrimoni Monumental d'Almenar
- Mare de Déu del Solà és una escultura gòtica de pedra que representa la Mare de Déu amb el nen al braç dret.[9]
- La central elèctrica d'Almenar és una petita central elèctrica. Es va inaugurar el 1928 per tal de proporcionar energia elèctrica amb força hidràulica a partir del Canal de Pinyana.[10][11]
- Cal Tonot
- Museu[cal citació]
- Casa Seró (d'Asprer)[cal citació]